# Red Bull RB12
La Red Bull RB12 è una vettura da Formula 1 realizzata dalla Red Bull Racing per prendere parte al campionato mondiale di Formula 1 2016.

## Livrea e sponsor
La livrea definitiva è stata presentata a Barcellona il 22 Febbraio 2016. Dalla vettura è scomparso completamente il viola ed il colore predominante rimane il blu, però più opaco e scuro rispetto alle scorse stagioni. Nel campionato 2016 la Red Bull abbandona lo sponsor principale Infiniti (passato in Renault), ma viene sostituito con Puma (che si occuperà dell'abbigliamento della squadra) e TAG Heuer (che rinominerà i motori Renault).

## Carriera agonistica

### Test
La vettura esordisce il 22 Febbraio sull'autodromo di Montmeló, a Barcellona. Dal 22 al 25 Febbraio la vettura è impegnata nei classici test precampionato guidata da entrambi i piloti titolari.

### Stagione
Nella prima gara di campionato a Melbourne, Ricciardo conclude quarto mentre Kvjat non prende parte alla corsa per un problema tecnico. In Bahrein entrambi i piloti sono in zona punti, mentre a Shangai arriva il primo podio stagionale grazie al terzo posto di Kvjat. Nella gara successiva in Russia, un incidente al primo giro causato da Kvjat mette fuori gioco la Ferrari di Vettel e compromette la gara delle due Red Bull, alla fine entrambe fuori dalla zona punti.
Il 5 maggio la Red Bull ufficializza la "retrocessione" di Kvjat in Toro Rosso, a favore del giovane olandese Max Verstappen.
A Barcellona, il 15 maggio, arriva la prima vittoria stagionale proprio con Verstappen (che a 18 anni, 7 mesi e 15 giorni, diventa il più giovane vincitore nella storia della F1), mentre Ricciardo, dopo essere stato a lungo in testa, deve accontentarsi di un quarto posto, a causa di una strategia sbagliata e di una foratura negli ultimi giri della corsa. Nel corso della stagione si dimostra molto più competitiva della rivale Ferrari, bissando numerosi secondi posti con ambo i piloti e la seconda vittoria stagionale con Ricciardo, in Malesia, con Verstappen secondo. La Red Bull, quindi, ritorna alla doppietta dopo un digiuno che dura dal Gran Premio del Brasile 2013.

## Piloti
| Piloti ufficiali       | Piloti ufficiali | Piloti ufficiali |
| Nazione                | Nome             | Numero           |
| ---------------------- | ---------------- | ---------------- |
| Australia (bandiera)   | Daniel Ricciardo | 3                |
| Russia (bandiera)      | Daniil Kvjat     | 26               |
| Paesi Bassi (bandiera) | Max Verstappen   | 33               |
| Piloti di riserva      |                  |                  |
| Nazione                | Nome             | Nome             |
| Francia (bandiera)     | Pierre Gasly     | Pierre Gasly     |
| Svizzera (bandiera)    | Sébastien Buemi  | Sébastien Buemi  |

I due piloti inizialmente erano Ricciardo e Kvjat. Dal Gran Premio di Spagna Verstappen sostituisce il russo in Red Bull, mentre Daniil ritorna alla Toro Rosso.

## Risultati in Formula 1
| Anno | Team            | Motore    | Gomme | Piloti     |    |   |   |    |   |     |   |   |   |   |   |   |    |   |   |   |   |     |   |   |   | Punti | Pos. |
| ---- | --------------- | --------- | ----- | ---------- | -- | - | - | -- | - | --- | - | - | - | - | - | - | -- | - | - | - | - | --- | - | - | - | ----- | ---- |
| 2016 | Red Bull Racing | TAG Heuer | P     | Ricciardo  | 4  | 4 | 4 | 11 | 4 | 2   | 7 | 7 | 5 | 4 | 3 | 2 | 2  | 5 | 2 | 1 | 6 | 3   | 3 | 8 | 5 | 468   | 2º   |
| 2016 | Red Bull Racing | TAG Heuer | P     | Kvjat      | NP | 7 | 3 | 15 |   |     |   |   |   |   |   |   |    |   |   |   |   |     |   |   |   | 468   | 2º   |
| 2016 | Red Bull Racing | TAG Heuer | P     | Verstappen |    |   |   |    | 1 | Rit | 4 | 8 | 2 | 2 | 5 | 3 | 11 | 7 | 6 | 2 | 2 | Rit | 4 | 3 | 4 | 468   | 2º   |

| Legenda | 1º posto     | 2º posto | 3º posto    | A punti         | Senza punti/Non class.  | Grassetto – Pole position Corsivo – Giro più veloce |
| Legenda | Squalificato | Ritirato | Non partito | Non qualificato | Solo prove/Terzo pilota | Grassetto – Pole position Corsivo – Giro più veloce |